# Paul Lang-Kurz
Paul Lang-Kurz (* 28. Juli 1877 in Heimthal; † 1. Januar 1937 in Stuttgart) war ein deutscher Maler und Kunstgewerbler.

## Leben
Lang-Kurz war der Sohn eines Pfarrers und der ältere Bruder des Schriftstellers Martin Lang. Er studierte an der Kunstgewerbeschule in Stuttgart und an den Kunstakademien in Dresden und München. Ab 1902 unterrichtete er an den Kunstgewerbeschule in Magdeburg und ab 1904 in Krefeld. Seit 1906 war Paul Lang-Kurz Lehrer an der Kunstgewerbeschule in Stuttgart, wo er die Textilklasse leitete. Ungefähr ab dem Jahr 1927 war Paul Lang-Kurz dann nur noch als freischaffender Künstler tätig.
Lang-Kurz fertigte Entwürfe für Stickereien, Teppiche und andere Textilien sowie für Möbel und Lederarbeiten. Er arbeitete auch als Innenarchitekt und stattete beispielsweise Räume des Künstlerbundes im Staatlichen Kunstgebäude Stuttgart aus. Als Maler war er in erster Linie für Landschaftsgemälde und Blumenstillleben bekannt.
Paul Lang-Kurz war verheiratet mit Minna, die ebenfalls Kunstgewerblerin aktiv war und bei Maximilian Dasio gelernt hatte. Er starb an einem Herzschlag in einem Straßenbahnwagen.